# David Cassidy
David Bruce Cassidy, född 12 april 1950 i New York i New York, död 21 november 2017 i Fort Lauderdale i Florida, var en amerikansk sångare, låtskrivare och skådespelare. Han slog igenom i TV-serien The Partridge Family som visades i amerikansk TV 1970–1974.
På VH1:s lista över de sexigaste artisterna innehade Cassidy plats 98.
I filmen Den sanna historien om familjen Partridge spelas han av Rodney Scott.

## Biografi
David Cassidy var son till skådespelarna Jack Cassidy och Evelyn Ward. När han var fem år gammal skilde sig föräldrarna och fadern gifte om sig med skådespelerskan Shirley Jones. David Cassidy blev ofta relegerad från skolan och gick knappt ett år på college. När han var 18 år åkte han till New York för att medverka i en teaterpjäs. Han kom sedan att medverka i en del reklamfilmer på TV men det stora genombrottet fick han i och med TV-serien The Partridge Family, men att även Shirley Jones skulle medverka fick han reda på först efter att han fått rollen. 
Efter att serien lagts ner förblev han nära vän med Susan Dey. År 1994 skrev han en bok om Partridge-tiden och han framförde ända in i sena år fortfarande låtar från TV-serien när han uppträdde. Han var även nära vän med John Lennon.
Under sina glansdagar var Cassidy den högst betalda underhållaren i världen och antalet medlemmar i hans officiella fanklubb översteg till och med Elvis Presley och The Beatles, vilket har gjort hans fanklubb till den största i musikhistorien. Turnén 1974 innehöll spelningar på Gröna Lund i Stockholm och på Scandinavium i Göteborg.
Cassidy hade två barn: Katie Cassidy (född 1986) tillsammans med Sherry Williams och Beau Devin Cassidy (född 1991) tillsammans med Sue Shifrin.
År 2015 blev han skuldsatt och ansökte om personlig konkurs. Samma år skilde han sig från Sue Shifrin samt greps för rattfylla och genomgick behandling för alkoholproblem. I september 2015 smet han från en trafikolycka han varit inblandad i, vilket han sen åtalades för - straffet blev 60 dagars fängelse, ett halvårs skyddstillsyn och böter.
Han avled 2017 efter att blivit inlagd på sjukhus för lever- och njurproblem som han inte återhämtade sig från.

## Diskografi
Studioalbum (urval)
- 1972 – Cherish
- 1972 – Rock Me Baby
- 1973 – Dreams are Nuthin' More than Wishes
- 1975 – The Higher They Climb - The Harder They Fall
- 1976 – Gettin' It in the Streets
- 1976 – Home Is Where the Heart Is
- 1976 – Getting It in the Street
- 1985 – Romance
- 1990 – David Cassidy
- 1991 – Best of David Cassidy (studioalbum, endast utgivet i Japan)
- 1992 – "didn't you used to be..."
- 1998 – Old Trick New Dog
- 2001 – Then and Now

Livealbum
- 1974 – Cassidy Live!
- 1986 – His Greatest Hits - Live
- 2008 – Live in Concert

## Filmografi i urval
- 1969 – The Survivors (gästroll i TV-serie)
- 1970 – Bröderna Cartwright (gästroll i TV-serie)
- 1970 – 1974 – The Partridge Family (TV-serie)
- 1975 – Operation Rosebud
- 1978 – 1979 – David Cassidy - Man Undercover (TV-serie)
- 1980 – The Night the City Screamed
- 1980 – 1983 - Fantasy Island (TV-serie)
- 1988 – Alfred Hitchcock presenterar (gästroll i TV-serie)
- 1992 – The Ben Stiller Show (gästroll i TV-serie)
- 2003 – Malcolm - ett geni i familjen (gästroll i TV-serie)
- 2005 – Popstar
- 2013 – CSI: Crime Scene Investigation (gästroll i TV-serie)